# Aleochara bilineata
Aleochara bilineata (лат.) — вид жуков-стафилинид из подсемейства Aleocharinae.

## Распространение
Европа, европейская часть России, Кавказ, Сибирь, Турция, Иран, Индия (Уттаракханд, Химачал-Прадеш, Кашмир), Монголия, Китай (Синьцзян-Уйгурский автономный район), Непал, Неарктика, Неотропика.

## Описание
Взрослые жуки имеют длину 3—6 мм. Личинки являются паразитами пупариев мух (проходят гиперметаморфоз). Вид Aleochara bilineata Gyllenhal является важным агентом биологического контроля некоторых мух-вредителей (Delia spp., Anthomyiidae), которые вредят сельскохозяйственным культурам из семейства Brassicaceae, таким как капуста, брюква, канола. Для изучения практического значения жука Aleochara bilineata была разработана специальная методика массового его разведения. Исследования в Канаде показали, что в полях, где инсектициды не применялись долгое время наблюдается 90 % степень заражения мух Delia radicum паразитическими личинками жуков Aleochara bilineata (Turnock et al. 1995).
Относится к подроду Coprochara Mulsant and Rey, 1874.